# ویلیام هاول
ویلیام هیلتون هاول (William Hilton Hovell) (۲۶ آوریل ۱۷۸۶ – ۹ نوامبر ۱۸۷۵)، کاوشگر انگلیسی استرالیا بود. او با همیلتون هیوم یک سفر زمینی در ۱۸۲۴ از سیدنی به بندر فیلیپ (نزدیک ملبورن امروزی) انجام داد و بعداً منطقه اطراف بندر غربی را کاوش کرد.

## اوایل زندگی
هاول در یارموث، نورفولک، انگلستان به دنیا آمد. پدرش ناخدا و مالک بخشی از یک کشتی تجارتی به دریای مدیترانه بود که طی یک سفر دریایی در ۱۷۹۴ توسط فرانسوی‌ها دستگیر و به بندری منتقل شد، در آنجا به مدت دو سال اسیر جنگی شد. ویلیام زمانی که تنها ۱۰ سال داشت برای امرار معاش به دریا رفت، او پس از گذراندن زندگی سراسر سخت، در ۲۰ سالگی با زنوبیا مقیم پرو آشنا شد و دو سال بعد کاپیتان دریایی تجاری جونو شد که به ریوژانیرو و دیگر جاها می‌رفت. او تصمیم گرفت به استرالیا برود و در ۹ اکتبر ۱۸۱۳ به همراه همسرش استر نئو آرندل (دختر جراح توماس آرندل) و دو فرزند، یک پسر و یک دختر، با کشتی ارل اسپنسر به سیدنی نیو ساوت ولز رسید. هاول با ایجاد ارتباط با سیمئون لرد، رئیس کشتی شد و چندین سفر تجاری در امتداد ساحل شرقی سواحل استرالیا و به نیوزیلند انجام داد.
در ژوئن ۱۸۱۶، زمانی که فرماندهی برادران را برعهده داشت در کنت گروپ، تنگه باس غرق شد و به همراه خدمه هشت نفره‌اش به مدت ۱۰ هفته با گندم‌های محموله‌شان که خیس و شسته شده بود، زنده ماندند، قبل از اینکه توسط اسپرینگ نجات پیدا کنند. در سال ۱۸۱۹ زمینی نزدیک سیدنی مستقر شد و در جهت جنوب کاوش کرد. او در سال ۱۸۲۳ به دره بوراگورنگ رسید.

## کاوشگر
در سال ۱۸۲۴، فرماندار سر توماس بریزبن از هاول خواست تا با همیلتون هیوم به اکتشاف در جنوب نیو ساوت ولز و ویکتوریا بپیوندد تا اطلاعات بیشتری در مورد هر رودخانه‌ای که ممکن است در جهت خلیج اسپنسر به سمت جنوب حرکت کند به دست آورد. هاول تجربه کمی در گیاهان داشت، اما تجربه زیادی به عنوان یک دریانورد داشت.
سفر اکتشافی رسمی برنامه‌ریزی شده، انجام نشد و هیوم و هاول تصمیم گرفتند، سفر را با هزینه شخصی خود انجام دهند. مقداری زین، لباس، پتو و اسلحه از فروشگاه‌های دولتی تهیه کردند. کاوشگران در ۳ اکتبر ۱۸۲۴ با شش مرد آنجا را ترک کردند. آنها در ۱۳ اکتبر به ایستگاه هیوم رسیدند و در ۱۷ اکتبر سفر اکتشافی را با پنج گاو نر، سه اسب و دو گاری آغاز کردند. در ۲۲ اکتبر آنها متوجه شدند که تنها راه برای عبور از رودخانه مارومبدجی که در آن زمان سیل‌زده بود، تبدیل یکی از گاری‌ها به یک نوع قایق با گذراندن یک نوع پارچه برزنت، از زیر آن بود. مردان، اسب‌ها و گاو نر شنا کردند و همه چیز با موفقیت انجام شد. یکی دو روز بعد در منطقه تپهٔ شکسته، پر از مسیرهای آبی، آنها در یافتن جاده‌ای برای گاری‌های بارگیری شده، با مشکل زیادی مواجه شدند و در ۲۷ اکتبر تصمیم گرفتند، آنها را رها کنند. تا ۱۶ نوامبر مسیر آنها در یک منطقه کوهستانی دشوار بود. در آن روز آنها به رودخانه بزرگی رسیدند که هاول آن را رودخانه هیوم نامید «او اولین کسی بود که آن را دید». قسمت بالای رودخانه موری بود که چند سال بعد توسط چارلز استورت نام‌گذاری شد. عبور از اینجا غیرممکن بود، اما پس از چند روز جای بهتری پیدا شد و با ساخت اسکلت نامتعادل یک قایق، موفق به عبور از آن شدند. در ۳ دسامبر آنها به رودخانه گلبرن رسیدند که توانستند بدون قایق از آن عبور کنند.
چهار روز بعد به منطقه صعب‌العبوری رسید. گروه سه روز تلاش کرد تا از محدوده گریت دیوایدینگ در کوه دیس‌آپوینتمنت عبور کند، اما ناکام ماند. هیوم جهت خود را به سمت غرب تغییر داد و سپس در ۱۲ دسامبر به سرزمین پایین در شهرک برادفورد رسید و در آنجا اردو زدند. هیوم به سمت رشته کوه‌های کم ارتفاع به سمت جنوب حرکت کرد و روز بعد گذرگاهی در آن جهت پیدا کرد. او گروه را در سراسر محدوده تقسیم در گذرگاه هیوم، واندونگ رهبری کرد و در ۱۶ دسامبر ۱۸۲۴ به بندر خلیج فیلیپ در برد راک، پوینت لیلیاس در مجاورت جیلونگ رسید. هاول ادعا کرد که طول جغرافیایی را در همان روز اندازه‌گیری کرده‌است، اما در واقع آن را از روی نقشه‌ای که خودشان در طول سفر طراحی کرده بودند، خواند. هاول در سال ۱۸۶۷ اعتراف کرد که هیچ اندازه‌گیری طول جغرافیایی انجام نداده و هیوم را به خاطر آن مقصر می‌داند. قبل از این اعتراف، دکتر ویلیام بلاند که اولین سفرنامه را در سال ۱۸۳۱ نوشت، این افسانه را ابداع کرد که هاول برای محافظت از او یک درجه در طول جغرافیایی خطا کرده‌است. هیئت در ۱۸ دسامبر به سمت نیو ساوت ولز برگشت. هیوم ترجیح داد برای دوری از منطقه کوهستانی و صرفه‌جویی در زمان، بیشتر به سمت غرب سفر کند. این تصمیم درستی بود. در ۱۶ ژانویه ۱۸۲۵، درست زمانی که آرد آنها تمام شد، به گاری-هایی که پشت سرشان رها کرده بودند، رسیدند و دو روز بعد به محل امن ایستگاه هیوم در گانینگ رسیدند.
در ۲۵ مارس ۱۸۲۵ فرماندار بریزبن در یک اعزام، به کشفیات هاول و هیوم اشاره کرد و گفت که قصد دارد کشتی را به بندر غربی بفرستد تا آن را کاوش کند. با این حال، هیچ کاری انجام نشد تا اینکه جانشین وی، فرماندار دارلینگ، در اواخر سال ۱۸۲۶، یک گروه اکتشافی تحت فرماندهی کاپیتان رایت، به بندر غربی فرستاد. هاول به این گروه اکتشافی پیوست و وقتی رسیدند، دید که این منطقه‌ای نیست که در اولین سفرش به آن رسیده بود. هاول زمین‌های اطراف بندر غربی و شمال آن را کاوش کرد و گزارش داد که در نزدیکی ساحل، به سمت شرق در کیپ پترسون، «مقدار زیادی زغال سنگ، بسیار خوب» را کشف کرد. این اولین کشف زغال سنگ در ویکتوریا بود. هاول پنج ماه در این سفر دور بود و پس از آن دیگر کاوش نکرد. او در طول ۱۰ سال آینده تلاش‌های مختلفی کرد تا علاوه بر کمک هزینه‌هایی برای سفر ۱۲۰۰ جریبی (۵ کیلومتر مربع) با هیوم و سفر ۱۲۸۰ جریبی (۵ کیلومتر مربعی) به بندر غربی، اعتبار خاصی از دولت دریافت کند، «با توجه به محدودیت‌ها و تحمیل‌هایی که ارزش آن را کاهش می‌دهد، به طوری که آن را به پاداش بسیار ناکافی تبدیل می‌کند». به نظر می‌رسد که او هیچ موفقیتی نداشته‌است، اما در اداره دامداری خود در گولبرن، جاییکه تا پایان عمر در آنجا زندگی کرد، موفق بود و آن را رونق داد. او در ۹ نوامبر ۱۸۷۵ درگذشت و در ۱۸۷۷ بیوه او مبلغ قابل توجه ۶۰۰۰ پوندی را به عنوان یادبودی از او به دانشگاه سیدنی داد که برای تأسیس سالن سخنرانی ویلیام هیلتون هاول برای زمین‌شناسی و جغرافیای فیزیکی استفاده شود.

## اواخر زندگی
در سال ۱۸۵۴ احساس بدی میان هیوم و هاول به وجود آمد که منجر به نوشتن اسناد عمومی با ادعاهای متناقض در مورد انجام سفر خود شد. در دسامبر ۱۸۵۳، هاول در یک شام عمومی در جیلونگ برای جشن گرفتن بیست و نهمین سالگرد کشف منطقه، پذیرایی شد. گزارش‌ها به هیوم رسید مبنی بر اینکه هاول برای کشف جیلونگ اعتبار گرفته‌است. کامل‌ترین گزارش موجود از سخنرانی هاول، استدلال هیوم را توجیه نمی‌کند.
هاول در ۹ نوامبر ۱۸۷۵ در سیدنی درگذشت و در گولبرن به خاک سپرده شد و پسری از او باقی ماند.

## افتخارات
جاده ویلیام هاول درایو که نواحی بلکنن را به کانبرای شمالی در کانبرا استرالیا متصل می‌کند به نام او نام‌گذاری شده‌است.
در سال ۱۹۷۶ هیوم و هاول با تمبر پُستی که پرتره‌های آنها توسط پُست استرالیا منتشر شده بود، مورد تقدیر قرار گرفتند.
دریاچه ویلیام هاول در رودخانه کینگ، به نام او نام‌گذاری شده‌است.
ویلیام هاول درایو، میان خیابان متیو فلیندرز و راه جان ادگکامب، در اندیوور هیلز، ویکتوریا، به نام او نام‌گذاری شده‌است.
نهر هاولز در نزدیکی جیلونگ، به نام او نام‌گذاری شد و این نهر از حومه لارا می‌گذرد و دهانه آن در تالاب لایمبورنرز است و از شمال به خلیج کوریو می‌ریزد.